# Ichneumon perlugubris
Ichneumon perlugubris är en stekelart som beskrevs av Heinrich 1961. Ichneumon perlugubris ingår i släktet Ichneumon och familjen brokparasitsteklar. Inga underarter finns listade i Catalogue of Life.